# Влака (Вргорац)
Влака је насељено место у саставу града Вргорца, Сплитско-далматинска жупанија, Република Хрватска.

## Историја
До територијалне реорганизације у Хрватској налазила се у саставу старе општине Вргорац.

## Становништво
На попису становништва 2011. године, Влака је имала 41 становника.
| Број становника по пописима | Број становника по пописима | Број становника по пописима | Број становника по пописима | Број становника по пописима | Број становника по пописима | Број становника по пописима | Број становника по пописима | Број становника по пописима | Број становника по пописима | Број становника по пописима | Број становника по пописима | Број становника по пописима | Број становника по пописима | Број становника по пописима | Број становника по пописима |
| --------------------------- | --------------------------- | --------------------------- | --------------------------- | --------------------------- | --------------------------- | --------------------------- | --------------------------- | --------------------------- | --------------------------- | --------------------------- | --------------------------- | --------------------------- | --------------------------- | --------------------------- | --------------------------- |
| 1857                        | 1869                        | 1880                        | 1890                        | 1900                        | 1910                        | 1921                        | 1931                        | 1948                        | 1953                        | 1961                        | 1971                        | 1981                        | 1991                        | 2001                        | 2011                        |
| 235                         | 0                           | 194                         | 244                         | 293                         | 325                         | 396                         | 409                         | 128                         | 164                         | 160                         | 114                         | 98                          | 67                          | 59                          | 41                          |

Напомена: У 1869. подаци су садржани у насељу Драгљане. У 1857., 1921. и 1931. садржи део података за насеље Дуге Њиве.

### Попис1991.
На попису становништва 1991. године, насељено место Влака је имало 67 становника, следећег националног састава:
| Попис 1991.‍  | Попис 1991.‍  | Попис 1991.‍ | Попис 1991.‍ | Попис 1991.‍ |
| ------------ | ------------ | ----------- | ----------- | ----------- |
|              |              |             |             |             |
| Хрвати       | Хрвати       |             | 62          | 92,53%      |
| неопредељени | неопредељени |             | 5           | 7,46%       |
| укупно: 67   |              |             |             |             |